# Kota Sugiyama
Kota Sugiyama (Shizuoka, 24 januari 1985) is een Japans voetballer.

## Carrière
Kota Sugiyama tekende op achttienjarige leeftijd een contract bij Shimizu S-Pulse, nadat hij eerder in de jeugdopleiding van de club had gespeeld. In het seizoen 2003 van de J-League speelde hij zijn eerste wedstrijden in het betaald voetbal; ook kwam hij viermaal in actie in de strijd om de Emperor's Cup en speelde Sugiyama één wedstrijd in de AFC Champions League, het Aziatische clubtoernooi. In 2008 en 2009 kwam Sugiyama op huurbasis uit voor Kashiwa Reysol, maar keerde in 2010 weer terug naar Shimizu.